# Barleria pauciflora
Barleria pauciflora är en akantusväxtart som beskrevs av Champl.. Barleria pauciflora ingår i släktet Barleria och familjen akantusväxter. Inga underarter finns listade i Catalogue of Life.